# Tercera División de España 1998-99
La temporada 1998-99 de la Tercera División de España de fútbol fue la cuarta categoría de las Ligas de fútbol de España durante esta campaña, por debajo de la Segunda División B y por encima de las Divisiones regionales. Comenzó el 30 de agosto de 1998 y finalizó el 30 de junio de 1999 con la promoción de ascenso. 

## Promoción de ascenso a Segunda División B

### Equipos participantes
Los equipos participantes de la promoción de ascenso a Segunda División B de la temporada 1998-99 fueron los 4 primeros clasificados de cada grupo, los cuales se exponen en la siguiente tabla:
Se indican en negrita los equipos que consiguieron el ascenso.
| Grupo I                    | Grupo II               | Grupo III                        | Grupo IV                 | Grupo V           |
| -------------------------- | ---------------------- | -------------------------------- | ------------------------ | ----------------- |
| 1º Porriño Industrial F.C. | 1º C. Marino de Luanco | 1º R. Racing C. de Santander "B" | 1º Real Sociedad F. "B"  | 1º A.E.C. Manlleu |
| 2º R.C. Celta de Vigo "B"  | 2º C. Siero            | 2º U.M. Escobedo                 | 2º D. Alavés "B"         | 2º C.E. Premià    |
| 3º C.C.D. Cerceda          | 3º Navia C.F.          | 3º C.F. Ribamontán al Mar        | 3º Real Unión C. de Irún | 3º C.E. Europa    |
| 4º Viveiro C.F.            | 4º R. Titánico         | 4º C.D. Bezana                   | 4º Zalla U.C.            | 4º C.E. Mataró    |

| Grupo VI           | Grupo VII                | Grupo VIII                   | Grupo IX           | Grupo X              |
| ------------------ | ------------------------ | ---------------------------- | ------------------ | -------------------- |
| 1º Elche C. F. "B" | 1º Real Madrid C. F. "C" | 1º Zamora C.F.               | 1º Málaga C.F. "B" | 1º R.B. Linense      |
| 2º Novelda C.F.    | 2º C. D. Leganés "B"     | 2º S.D. Gimnástica Segoviana | 2º C. Poli. Ejido  | 2º Dos Hermanas C.F. |
| 3º C.D. Alcoyano   | 3º C.D. Coslada          | 3º S.D. Ponferradina         | 3º Guadix C.F.     | 3º Coria C.F.        |
| 4º U.D. Alzira     | 4º C.P. Amorós C.F.      | 4º R. Ávila C.F.             | 4º U.D. Maracena   | 4º C.D. San Fernando |

| Grupo XI                  | Grupo XII              | Grupo XIII        | Grupo XIV                  | Grupo XV             |
| ------------------------- | ---------------------- | ----------------- | -------------------------- | -------------------- |
| 1º C.D. Constancia        | 1º U.D. Las Palmas "B" | 1º Orihuela C.F.  | 1º C.D. Grabasa Burguillos | 1º Peña Sport F.C.   |
| 2º U.D. Poblense          | 2º U.D. Orotava        | 2º Lorca C.F.     | 2º S.P. Villafranca        | 2º C.D. Azkoyen      |
| 3º C.D. Ferriolense       | 3º U.D. Lanzarote      | 3º A.D. Mar Menor | 3º C.D. Don Benito         | 3º C.D. Izarra       |
| 4º C.D. Atlético Baleares | 4º U.D. Telde          | 4º U.D. Horadada  | 4º Mérida Promesas U.D.    | 4º C.D. Logroñés "B" |

| Grupo XVI            | Grupo XVII            |
| -------------------- | --------------------- |
| 1º C. Endesa Andorra | 1º Tomelloso C.F.     |
| 2º U.D. Casetas      | 2º C.D. Guadalajara   |
| 3º C.F. Figueruelas  | 3º Hellín Deportivo   |
| 4º U. D. Barbastro   | 4º Albacete Bpié. "B" |

### Equipos ascendidos
Los siguientes equipos obtuvieron el ascenso a Segunda División B:
| Grupo I - No ascendió ningún equipo de este grupo Grupo II - No ascendió ningún equipo de este grupo Grupo III - No ascendió ningún equipo de este grupo Grupo IV - D. Alavés "B" - Real Unión C. de Irún Grupo V - C.E. Premià Grupo VI - Novelda C.F. - U.D. Alzira | Grupo VII - No ascendió ningún equipo de este grupo Grupo VIII - Zamora C.F. - S.D. Gimnástica Segoviana - S.D. Ponferradina - R. Ávila C.F. Grupo IX - Guadix C.F. Grupo X - R.B. Linense - Dos Hermanas C.F. - Coria C.F. Grupo XI - No ascendió ningún equipo de este grupo Grupo XII - U.D. Lanzarote | Grupo XIII - Lorca C.F. Grupo XIV - No ascendió ningún equipo de este grupo Grupo XV - C.D. Izarra Grupo XVI - C.F. Figueruelas Grupo XVII - No ascendió ningún equipo de este grupo |